# 大塚経長
大塚 経長（おおつか つねなが）は、戦国時代の武将。安芸国国人・吉川氏の一門で、12代当主・吉川国経の次男。

## 生涯
安芸国の国人・吉川国経の次男として誕生。
永正15年（1518年）8月30日、吉川氏の兵を率いて毛利元就と共に備後国世羅郡赤屋へ出陣したが、この時の戦いで経長は戦死した。
この時の赤屋の領主が誰で、何故毛利氏と吉川氏が赤屋を攻めたかは史料がなく不明であるが、毛利氏においても粟屋元親の名代である長八郎左衛門が戦死し、粟屋元秀や保垣刑部左衛門が負傷するなど、激しい合戦であったことが窺われる（赤屋・小国の合戦）。
経長の子孫は、その後吉川氏を相続した吉川元春やその子の吉川広家に仕え、江戸時代には岩国領主・吉川家家臣の大塚家となる。